# تیغ‌پشت‌های برنجی
تیغ‌پشت‌های برنجی(نام علمی: Oryzorictinae) نام یک زیرخانواده از تیره تیغ‌پشت است.